# Casino de Deauville
Le casino de Deauville est un casino de style classique à Deauville en Normandie. Fondé en 1912, il appartient au Groupe Lucien Barrière.   

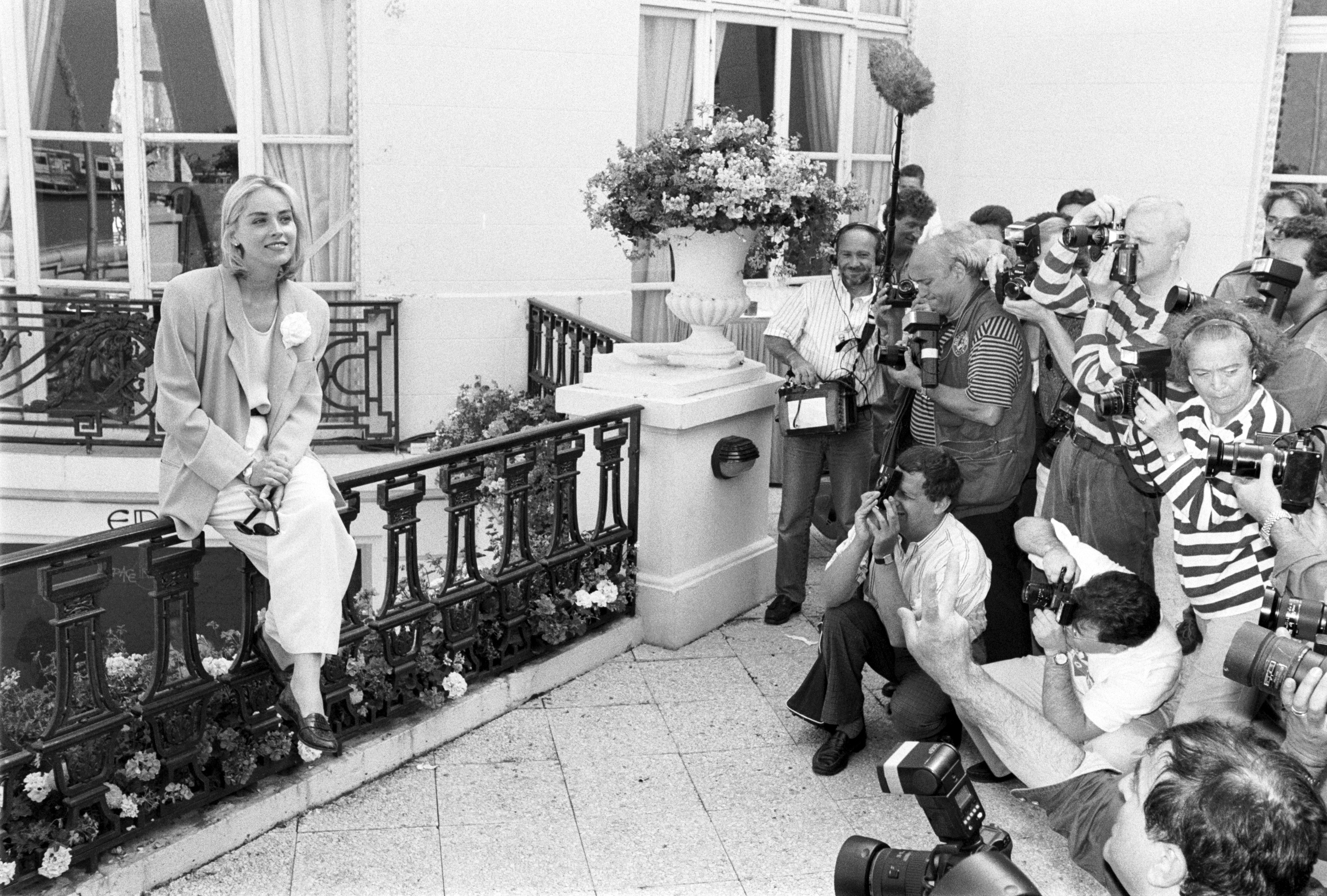
L'actrice Sharon Stone sur la terrasse du casino de Deauville pour le Festival du cinéma américain de Deauville de 1991.

## Géographie
Le casino se situe face aux plages de la Manche à Deauville, sur la route du bord de mer. Il est voisin du Normandy Barrière et du Centre international de Deauville et se situe à deux pas du centre-ville.

## Historique
En 1912, Eugène Cornuché fait construire ce casino par l'architecte Georges Wybo. Il est inauguré le 11 juillet 1912.
Il est entièrement restauré en style baroque par l'architecte designer Jacques Garcia en 1988.
Le 26 mai 1978, le casino est le théâtre d'un braquage dont les auteurs sont Jacques Mesrine et François Besse.

## Caractéristiques
Orné de lustres en cristal, dorures, marbre, velours et moulures pareils à un palais sous un plafond de 20 mètres de haut, le casino de Deauville abrite :
- Un théâtre : le Petit Trianon, théâtre à l'italienne style XVIIIe siècle de 400 places
- Un cinéma : projections du Festival du cinéma américain de Deauville
- Deux auditoriums de 500 à 700 places
- Trois restaurants : le Plaza Café, le Brummel et le Cercle
- Trois bars : le Plaza Café, le Cercle et un bar lounge : l'O2 .
- Une discothèque : le Club 13
- Un grand salon de réception : le Salon des Ambassadeurs, qui accueille notamment les dîners de gala des festivals du cinéma

## Jeux proposés
- 293 machines à sous
- 4 tables de stud poker
- 4 tables de roulette française
- 4 tables de roulette anglaise
- 10 tables de blackjack
- 6 tables de Texas hold'em